# Sirocalodes depressicollis
Sirocalodes depressicollis är en skalbaggsart som först beskrevs av Leonard Gyllenhaal 1813.  Sirocalodes depressicollis ingår i släktet Sirocalodes, och familjen vivlar. Arten är reproducerande i Sverige.